# Robert Kwambai
Pour les articles homonymes, voir Kipkorir.
Robert Kipkorir Kwambai (né le 22 novembre 1985) est un athlète kényan spécialiste des courses de fond comme le semi-marathon et le marathon. 

## Biographie
En 2012, il remporte le marathon de Padoue.
En 2014, il se classe quatrième du Marathon de Paris

### Records
| Épreuve       | Performance     | Lieu     | Date         |
| ------------- | --------------- | -------- | ------------ |
| Semi-marathon | 1 h 00 min 31 s | Verbania | 10 mars 2013 |
| Marathon      | 2 h 08 min 48 s | Paris    | 6 avril 2014 |